# Harrah's Atlantic City
Harrah's Atlantic City es un hotel y casino, localizado en la marina del distrito de Atlantic City, Nueva Jersey. Harrah tiene propiedades hermanas con los hoteles Bally's Atlantic City, Caesars Atlantic City (en la cual fueron adquiridos y unidos por Caesars Entertainment) y Showboat Casino, Atlantic City. Harrah's también tiene un servicio de autobuses, en la que todos sus miembros tienen acceso a un servicio express. Al igual que las otras propiedades del Harrah, los huéspedes tienen acceso al Country Club de Atlantic City, el casino es propiedad y operado por Harrahs. 